# Митрополит банатски Никанор
Никанор (световно Вељко Богуновић; Медвиђа код Бенковца, 20. август 1952) је архиепископ вршачки и митрополит банатски.

## Биографија
Митрополит Никанор, у миру Вељко Богуновић, рођен је у Медвиђи, Далмација, 20. августа 1952. године. Богословију Света Три Јерарха у манастиру Крки, Далмација, завршио је 1975. године. После положеног богословског испита зрелости — матуре, замонашен је 27. августа 1975, а у чин јерођакона рукоположен је 28. августа на дан Успења Пресвете Богородице исте године.
Послије монашења и рукоположења одлази на богословске студије у Загорск (Сергијев Посад), Русија, које завршава 1979. Рукоположен је у чин јеромонаха дана 1. јануара 1978, а потом у периоду 1981—1982. одлази на постдипломске студије у Њемачку.

## Епископ
На мајском редовном засједању Светог архијерејског сабора (1985) изабран је за епископа хвостанског, викара митрополита црногорско-приморског Данила. Чин архијерејске хиротоније 11. августа 1985. обавио је патријарх српски Герман уз учешће више архијереја Српске православне цркве. На овој дужности остаје све до избора за епископа Епархије горњокарловачке (1991) чији је трон био упражњен смрћу епископа Симеона (Злоковића), једног од најумнијих архијереја Српске православне цркве.
Свети архијерејски сабор га бира за епископа упражњене Епархије за Аустралију и Нови Зеланд Митрополије новограчаничке и администратора Епархије аустралијско-новозеландске (1999). Управљао је овим епархијама све до 2003. када је изабран за епископа упражњене Епархије банатске на ком положају се и данас налази.
На мајском редовном заседању Светог архијерејског сабора (2024) уздигнут је у звање архиепископа вршачког и митрополита банатског.